# Nagy-fertő - Gulya-gyep - Hamvajárás szikes pusztái
Nagy-fertő - Gulya-gyep - Hamvajárás szikes pusztái este o arie protejată (arie specială de conservare — SAC, sit de importanță comunitară — SCI) din Ungaria întinsă pe o suprafață de 1.817,09 ha, integral pe uscat.

## Localizare
Centrul sitului Nagy-fertő - Gulya-gyep - Hamvajárás szikes pusztái este situat la coordonatele 47°34′12″N 20°24′28″E / 47.57°N 20.407778°E.

## Înființare
Situl Nagy-fertő - Gulya-gyep - Hamvajárás szikes pusztái a fost declarat sit de importanță comunitară în mai 2004 pentru a proteja 1 specie de plante și 7 specii de animale. Situl a fost protejat și ca arie specială de conservare în februarie 2010.

## Biodiversitate
Situată în ecoregiunea panonică, aria protejată conține 3 habitate naturale: Pajiști stepice panonice pe loess, Stepe și mlaștini sărate panonice, Ape stătătoare oligotrofe până la mezotrofe, cu vegetație de Littorelletea uniflorae și/sau de Isoëto-Nanojuncetea.
La baza desemnării sitului se află mai multe specii protejate:
- plante (1): Cirsium brachycephalum
- amfibieni (2): buhai de baltă cu burta roșie (Bombina bombina), triton cu creastă dobrogean (Triturus dobrogicus)
- mamifere (3): vidră de râu (Lutra lutra), dihor de stepă (Mustela eversmanii), liliac comun (Myotis myotis)
- nevertebrate (2): rădașcă (Lucanus cervus), fluturele purpuriu (Lycaena dispar)

Pe lângă speciile protejate, pe teritoriul sitului au mai fost identificate 5 specii de plante, 1 specie de nevertebrate.